# 1610
Реформація •  Епоха великих географічних відкриттів •  Ганза •  Нідерландська революція •  Річ Посполита •  Запорозька Січ

## Геополітична ситуація
Османську імперію очолює Ахмед I (до 1617). Під владою османського султана перебувають Близький Схід та Єгипет, Середземноморське узбережжя Північної Африки, частина Закавказзя, значні території в Європі: Греція, Болгарія і Сербія. Васалами османів є Волощина та Молдова.
Священна Римська імперія — наймогутніша держава Європи. Її територія охоплює, крім німецьких земель, Угорщину з Хорватією, Богемію, Північну Італію. Її імператором є Рудольф II з родини Габсбургів (до 1612). Король Угорщини, Австрії, Моравії, Галичини та Володимерії — брат імператора Матвій Габсбург (до 1619).
Габсбург Філіп III Благочестивий є королем Іспанії (до 1621) та Португалії. Йому належать Іспанські Нідерланди, південь Італії, Нова Іспанія та Нова Кастилія в Америці, Філіппіни. Португалія, попри правління іспанського короля, залишається незалежною. Вона має володіння в Бразилії, в Африці, в Індії, на Цейлоні, в Індійському океані й Індонезії.
Північ Нідерландів займає Республіка Об'єднаних провінцій. Король Франції — Людовик XIII Справедливий (до 1643). Королем Англії є Яків I Стюарт (до 1625). Король Данії та Норвегії — Кристіан IV Данський (до 1648), Швеції — Карл IX Ваза (до 1611). На Апеннінському півострові незалежні Венеціанська республіка та Папська область.
Королем Речі Посполитої, якій належать українські землі, є Сигізмунд III Ваза (до 1632). На півдні України існує Запорозька Січ.
Царем Московії є Владислав Ваза (до 1611). Існують Кримське ханство, Ногайська орда.
Шахом Ірану є сефевід Аббас I Великий (до 1629).
Значними державами Індостану є Імперія Великих Моголів, Біджапурський султанат, султанат Голконда, Віджаянагара. У Китаї править династія Мін. У Японії триває період Едо.

## Події
- Кримське ханство очолив Джанібек Ґерай.

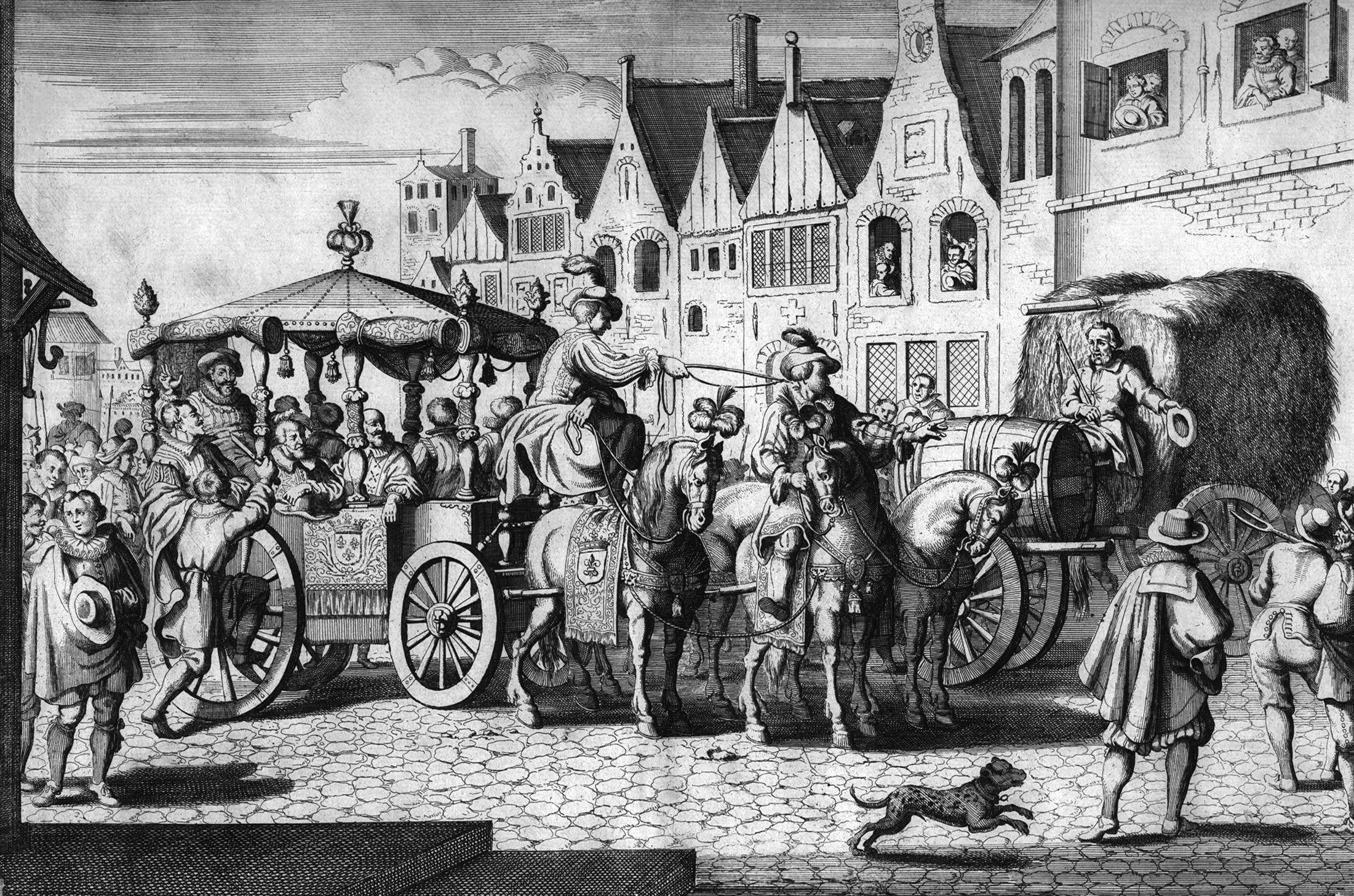
Убивство Генріха Наваррського.

- Смутний час у Московщині та Московсько-польська війна:
  - 12 січня польський загін Сапєги зняв облогу Троїце-Сергійового монастиря.
  - 14 лютого Лжедмитро II запропонував королю Речі Посполитої унію з Московією з Владиславом Вазою як царем.
  - 12 березня Москву захопили шведські війська Делагарді.
  - 4 липня в битві поблизу селища Клушино (біля Вязьми) російські війська Дмитра Шуйського зазнали поразки від польського гетьмана Станіслава Жолкевського.
  - 17 липня бояри змістили царя Василя IV Шуйського. Його відвезли до Варшави.
  - 27 серпня царем Московії проголошено Владислава Вазу.
  - Лжедмитро II утік у Калугу, де 11 грудня його вбили татари.
  - Польські війська окупували Москву 21 вересня.
- 14 травня католик Жан-Франсуа Равальяк убив французького короля Генріха IV. Новим королем коронували Людовика XIII.
- У Нідерландах розсварилися прихильники Якоба Армінія та Францискуса Гомаруса.
- На церковному соборі в Жиліні утворилася протестантська церква Угорщини.
- Правитель Трансильванії Габріель Баторі захопив Волощину.
- Заарештовано і віддано під суд криваву графиню Елізабет Баторі, відому своєю жорстокістю.
- Англійський суддя Едвард Кук постановив в справі доктора Бонема зверхність загального права над постановами Парламенту.
- 17 квітня на кораблі «Discovery» з Лондона у свою четверту й останню експедицію в пошуках північно-західного шляху до Азії вирушив англійський мандрівник Генрі Гудзон. 3 серпня Гудзон відкрив затоку, котра сьогодні названа на його честь.
- 10 червня до Джейстауна у Вірджинії прибув флот сера де ла Варра з новими колоністами та провіантом.
- У серпні спалахнула перша війна між індіанцями похатанами та англійськими колоністами.
- Етьєн Брюле відкрив озеро Гурон.
- Поблизу Нагасакі відбувся інцидент Носса сеньйора де Граса — португальська карака 4 дні вела бій із самурайськими кораблями. Врешті капітан підірвав корабель — це викликало велику повагу японців до португальського бойового духу.

## Наука і культура
- 1 січня німецький астроном Сімон Маріус вперше відкрив супутники Юпітера, але не зробив про це офіційного повідомлення. Тому це відкриття приписують Галілео Галілею
- 7 січня, під час спостереження за Юпітером, Галілео Галілей відкрив три його супутники — Іо, Європу та Ганімед.
- 13 січня Галілео Галілей відкрив Каллісто, четвертий супутник Юпітера

## Померли
- 14 травня — Франсуа Равальяком убито Генріха IV (Наварського).
- 18 липня — На 37-му році життя помер італійський живописець Караваджо (Мікеланджело Мерізі).